# Håkan Nesser
Håkan Nesser (Kumla, 21 de fevereiro de 1950) é um escritor e professor sueco.
Escreveu romances policiais de grande sucesso comercial, com os comissários Van Veeteren e Gunnar Barbarotti. Os livros de Nesser estão traduzidos para 30 línguas, com mais de 20 milhões de exemplares vendidos.

## Biografia
Håkan Nesser nasceu e cresceu em Kumla, Condado de Örebro. Seu primeiro romance foi publicado em 1988. Ele trabalhou como professor em Uppsala até 1998, quando se tornou autor em tempo integral. Em agosto de 2006, Håkan Nesser e sua esposa Elke (uma psiquiatra) mudaram-se para Greenwich Village em Nova York. Alguns anos depois, o casal mudou-se para Londres Tendo retornado à Suécia, eles agora vivem em Estocolmo e na ilha Furillen, ainda Suécia, no Mar Báltico.

## Bibliografia

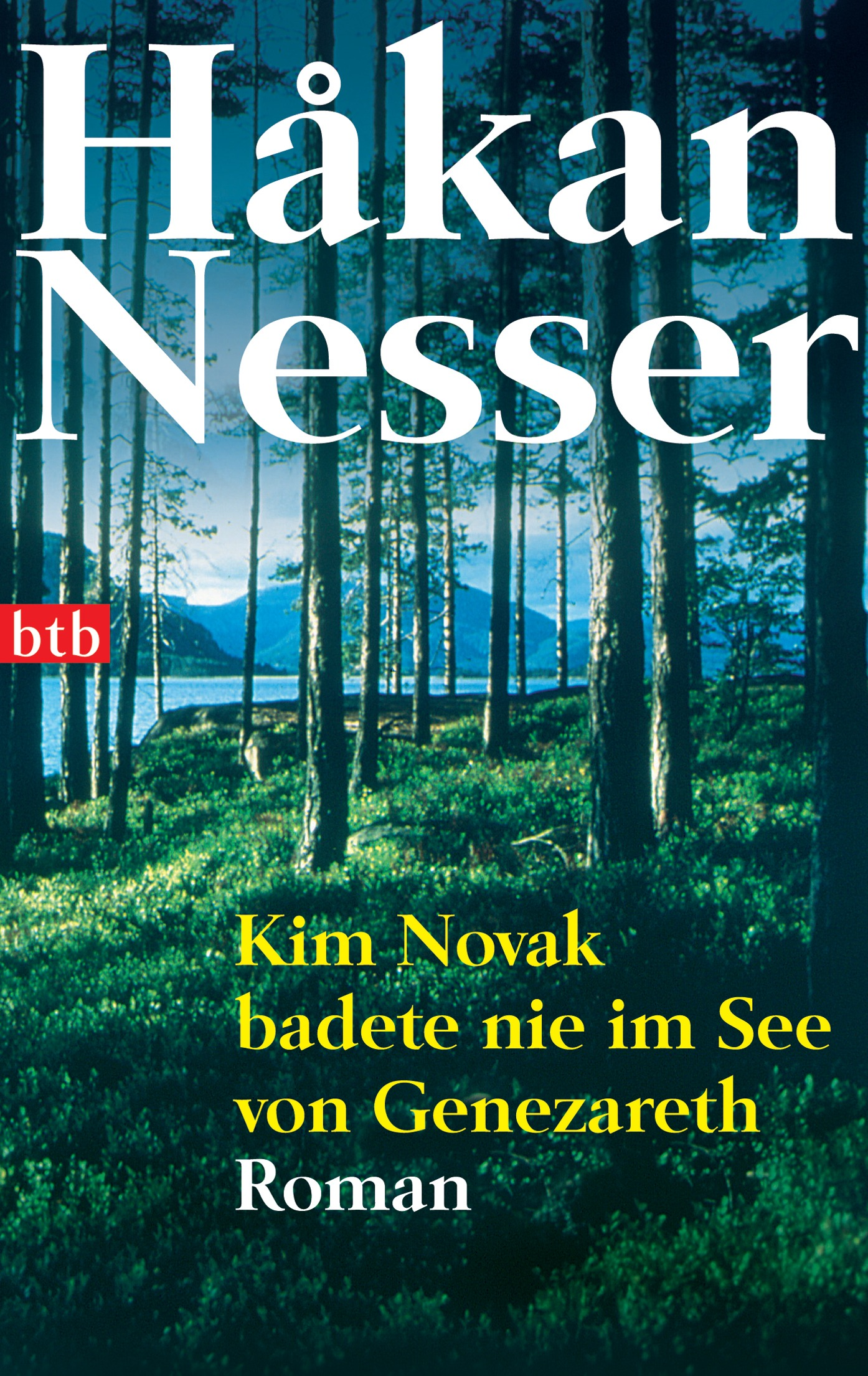
Edição alemã de "Kim Novak badade aldrig i Genesarets sjö" (Kim Novak nunca se banhou no Mar da Galileia)

### Inspetor Van Veeteren
- 1993 – Det grovmaskiga nätet
- 1994 – Borkmanns punkt
- 1995 – Återkomsten
- 1996 – Kvinna med födelsemärke
- 1997 – Kommissarien och tystnaden
- 1998 – Münsters fall
- 1999 – Carambole
- 2000 – Ewa Morenos fall
- 2001 – Svalan, katten, rosen, döden
- 2003 – Fallet G

### Inspetor Barbarotti
- 2006 – Människa utan hund
- 2007 – En helt annan historia
- 2008 – Berättelse om herr Roos
- 2010 – De ensamma
- 2012 – Styckerskan från Lilla Burma
- 2020 – Den sorgsne busschauffören från Alster

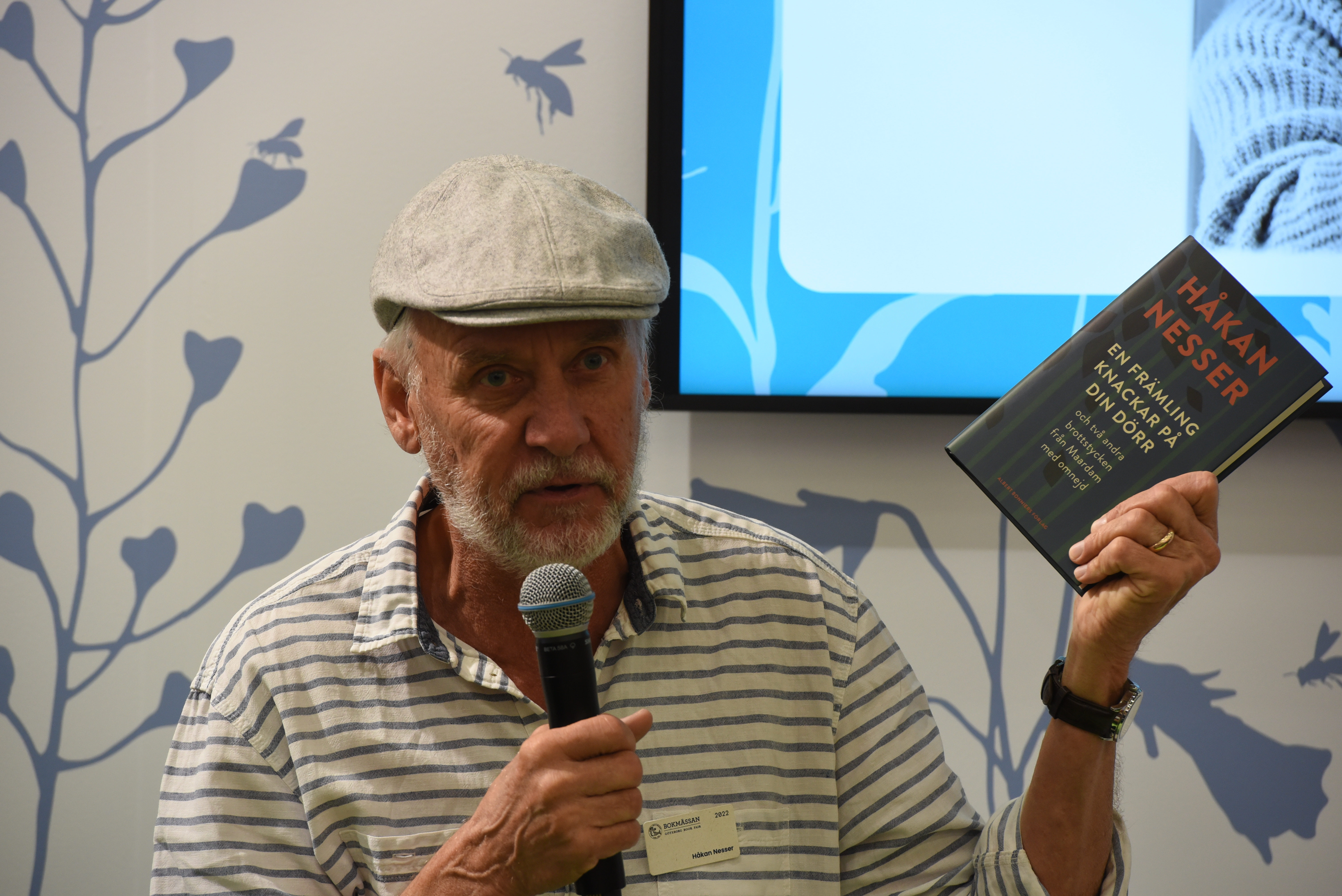
Håkan Nesser na Feira do Livro de Gotemburgo (Suécia) em 2022

- 2021 – Schack under vulkanen

### Outros livros
- 1988 – Koreografen
- 1996 – Barins triangel
- 1998 – Kim Novak badade aldrig i Genesarets sjö
- 1999 – Flugan och evigheten
- 2002 – Och Piccadilly Circus ligger inte i Kumla
- 2002 – Kära Agnes!
- 2004 – Skuggorna och regnet
- 2005 – Från doktor Klimkes horisont
- 2009 – Maskarna på Carmine Street
- 2011 – Himmel över London
- 2014 – Levande och döda i Winsford
- 2016 – Eugen Kallmanns ögon
- 2017 – Nortons filosofiska memoarer
- 2018 – INTRIGO (antologia)
- 2018 – De vänsterhäntas förening
- 2019 – Halvmördaran

### Edições em língua portuguesa
- A Rede, (Brasil, 2005)
- A mulher marcada, (Brasil, 2008)
- O Olhar da Mente, (Portugal, 2017)
- A Próxima Vítima, (Portugal, 2017)
- Regresso mortal, (Portugal, 2018)

## Prémios
- Prémio Chave de Vidro (2000) - o melhor romance policial nórdico do ano.[8]